# 미유아이
미유아이(MIUI)는 안드로이드 오픈 소스 프로젝트 (AOSP)를 기반으로 샤오미에서 개발한 안드로이드 기반 커스텀 펌웨어이다. 미유아이라는 이름은 "Me You I"의 발음과 유저 인터페이스의 약자로 통용되는 UI에서 따왔다고 한다.

## 특징
스마트폰을 사면서 기본 탑재되는 애플리케이션 중에 디램을 많이 소모하는 애플리케이션이나 사용 빈도가 낮은 애플리케이션을 모두 삭제하고 필요한 기본 앱만 깔려 있다. 이 커스텀 펌웨어는 애플의 iOS 같은 유저 인터페이스(UI)를 제공한다.

## 개발
현재 공식 MIUI 개발팀은 400명이 있으며, 매주 금요일 MIUI 공식 지원 기기의 업데이트를 빌드한다. 오픈소스라는 안드로이드와는 반대로 미유아이는 클로즈드 소스이다.

## MIUI 버전
- MIUI V1,V2 - CM6 기반 (개발 중단, 배포 중단)
- MIUI V3 - CM7 기반 (개발 중단, 배포 중)
- MIUI V4 - ICS, JB AOSP 기반 (개발, 배포 중)
- MIUI V5 - JB 기반 (개발, 배포 중)
- MIUI 6 - KK,LP(5.0.X)기반 (개발, 배포 중)[2]
- MIUI 7 - KK,LP(5.0.X)(5.1.1),M(비공개beta)기반 (개발, 배포 중)
- MIUI 8 - 안드로이드M (개발,배포중) 또는 안드로이드N (개발,배포중)
- MIUI 9 - 안드로이드 N로 출시 함 (개발중,배포중),안드로이드 O버전 출시 (개발중,개발자룸 모집중)(※단 미6만)
- MIUI 10 - 안드로이드 o,p버전 출시 6월 최신폰 업데이트 7월 구폰 업데이트

## 개발팀 공식 지원 기기
미유아이의 지원기기는 대부분 로컬라이징이 되지 않은 글로벌 폰을 대상으로 제공된다. (굵은 글씨는 기본으로 한글을 지원하는 기기)

### 진저브레드
HTC
- 넥서스 원
- 디자이어
- HD2
- 디자이어 HD
- 디자이어 Z
- 디자이어 S
- 인크레더블 S

모토로라 모빌리티
- 모토쿼티
- 디파이

삼성전자
- 갤럭시 S - 해외판

LG전자
- 옵티머스 2X - 해외판
- LG 옵티머스 블랙 - 해외판

### 아이스크림 샌드위치
샤오미테크
- 샤오미폰

삼성전자
- 넥서스 S
- 갤럭시 넥서스
- 갤럭시 S II
- 갤럭시 S III

HTC
- 센세이션 / 센세이션 XE[3]
- 원 X
- 원 S
- 디자이어 S
- 인크레더블 S
- HTC EVO 3D - GSM 버전

소니에릭슨
- 아크 / 아크 S[4]
- 엑스페리아 S

모토로라 모빌리티
- 드로이드 레이저

화웨이
- 아너(Honor)
- 어센드 P1 (Ascend P1)

### 젤리빈
삼성전자
- 넥서스 S
- 갤럭시 넥서스

에이수스
- 넥서스 7

### MIUI 6
샤오미
- Xiaomi Mi 4
- Xiaomi Mi Note
- Xiaomi Mi Pad
- Xiaomi Mi Note Pro
- Redmi 2
- Xiaomi Mi 4i
- Redmi Note
- Xiaomi Mi 3
- Redmi 1S
- Redmi 1
- Xiaomi Mi 2/2S

구글
- Google Nexus 4
- Google Nexus 5

HTC
- HTC ONE
- HTC One (M8)
- HTC One S(S4)
- HTC One S(S3)

삼성
- Samsung S3 SC03E
- Samsung I9300
- Samsung Galaxy S5
- Samsung Galaxy J
- Samsung N7105
- Samsung Note3 N9005
- Samsung I9308
- Samsung N9008V
- Samsung I9305

화웨이
Huawei Honor 3C (4G)
Huawei Honor 6
소니
Sony Z2
Sony L36h
Sony Z1
Sony Xperia Ion
LG
LG G2
LG G Pro
LG G
ZTE
nubia Z7 mini
nubia Z5S
ZTE Redbull
nubia Z5S mini
ZTE U988s
ZTE Grand SII
nubia Z5 mini
ZTE Star 1
OPPO Find 5
OPPO Find 7
OnePlus One

## 정식 탑재된 스마트폰
MIUI가 정식으로 탑재된 스마트폰은 MIUI가 OS 역할을 하며 따라서 샤오미 전 기종이 MIUI가 탑재되어 출시된다. 하지만 미a1은 순정 안드로이드 탑재함

## 구글과의 소송전
MIUI는 초기 개발 때부터 구글 앱스(Google Apps)를 탑재하고 배포하였다. 본래 안드로이드 시스템을 완벽히 이용하려면 구글앱스가 필수적으로 탑재되어야 하지만, 구글의 저작권 침해문제로 인해 CM 개발 팀들도 구글 앱스를 업데이트 스크립트로 제작하여 따로 배포하고 있다. 그러나 MIUI는 기본 탑재를 방침으로 하여 계속 배포하였고, 구글과 MIUI 개발 팀은 저작권 문제를 가지고 민사소송을 진행하였고, 결국 장기소송전에 지친 미원 팀은 구글에게 정식 허가를 받고 구글앱스를 탑재할 수 있게 되었다.

## 같이 보기
- 커스텀 안드로이드 배포판 목록